# Preludio en do sostenido menor (Rajmáninov)

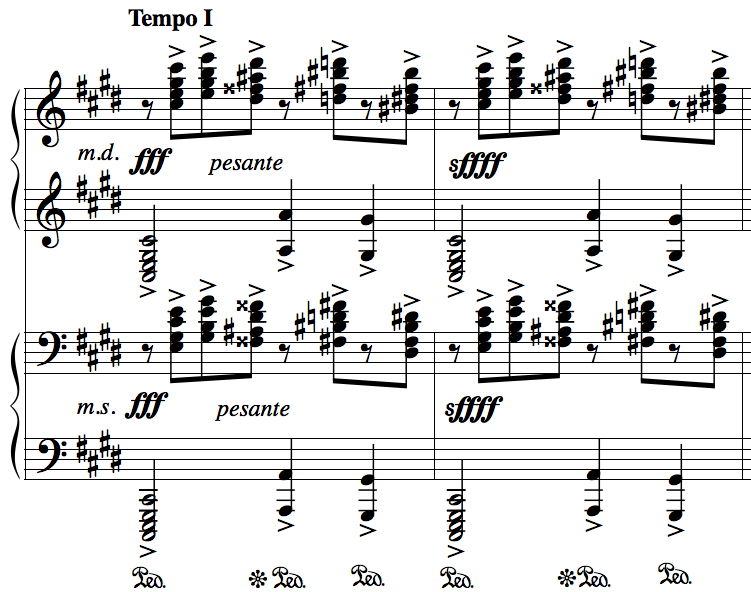
El masivo tema ocupa cuatro pentagramas en la segunda sección A.

El Preludio en do sostenido menor (del ruso: Прелюдия), op. 3, n.º 2 es una de las obras más conocidas de Sergéi Rajmáninov. Es un preludio escrito en forma ternaria (ABA) en do sostenido menor, de 62 compases, que forma parte de un conjunto de cinco piezas tituladas Morceaux de Fantaisie.
Su estreno tuvo lugar el 8 de octubre de 1892 por el propio compositor al piano, en un festival llamado la Exhibición Eléctrica de Moscú. Tras esta primera interpretación, hubo una crítica en particular hacia el preludio, notando que había «despertado entusiasmo». Desde este momento, su popularidad iría en aumento.

## Concepción
Esta obra fue una de las primeras que Rajmáninov compuso como "artista libre", tras graduarse en el Conservatorio de Moscú el 29 de mayo de 1892. Interpretó esta nueva obra por primera vez, durante uno de los conciertos de la Exhibición Eléctrica de Moscú el 9 de octubre de 1892. Fue publicada al año siguiente como la segunda de las cinco Morceaux de Fantaisie (op. 3), dedicadas a Anton Arensky, su profesor de armonía del Conservatorio. Debido a que en esa época Rusia no formaba parte del Convenio de Berna de 1886, los editores rusos no pagaban derechos de autor, por lo que la única remuneración económica que obtuvo por la pieza fue de 40 rublos (1.64$, 0.80£).

## Obra
El preludio está organizado en tres partes principales y una coda. Tres acordes iniciales en fortissimo introducen la lúgubre tonalidad de do sostenido menor que domina la pieza. El motivo cadencial se repite durante toda la obra. En el tercer compás, el volumen cambia a pianississimo para la exposición del tema. La segunda parte es rápida y está marcada como Agitato (agitado), empezando con tresillos llenos de cromatismos. Esto apasionadamente construyó acordes de tresillos entrelazados que descienden en una recapitulación climática del tema principal, esta vez en cuatro pentagramas para hacer más cómoda la lectura de la gran cantidad de notas. Ciertos acordes de esta sección están marcados con un cuádruple sforzando. La pieza cierra con una breve coda de siete compases que acaba silenciosamente.

## Recepción
El preludio se convirtió en una de las obras más famosas de Rajmáninov.
Su primo Aleksandr Ziloti fue de vital importancia para asegurar el éxito del preludio por todo el mundo occidental. En otoño de 1898, hizo una gira por Europa del Este y Estados Unidos, con un programa que incluía el preludio. Más tarde, editoriales de Londres sacaron ediciones con títulos tales como El incendio de Moscú, El día del juicio final y El vals de Moscú. En América se conocía también como Las campanas de Moscú.
Rajmáninov empezó a odiar esta pieza al ir su fama ensombreciendo sus otras obras. Era tan popular que se aludía al mismo como El Preludio y las audiencias lo pedían gritando «¡Do sostenido!». 
Fue grabado por el compositor tanto por medios eléctricos como en rollos de pianola.
El preludio sirvió de base para la canción Russian Rag de George L. Cobb.